# Bothrophthalmus lineatus
Rắn sọc đỏ (Danh pháp khoa học: Bothrophthalmus lineatus) là một loài rắn trong chi Bothrophthalmus. Chúng được tìm thấy ở vùng Cận Sahara của châu Phi ở các nước Rwanda, Uganda, Burundi, Angola và Guinea. 

## Đặc điểm
Chúng là loài rắn nguy hiểm, với nền đen có 05 sọc đỏ, chúng sống ở rừng rậm và đảo thường là nơi gần nguồn nước. Con mồi của chúng là các loài thú rừng nhỏ như chuột chù và chuột Đặc điểm nổi bật nhất của loài này là sự mất cân bằng giới khi số lượng con đực áp đảo số lượng con cái với tỷ lệ 3000-1.
Vì vậy, cuộc đấu tranh duy trì nòi giống trở nên hết sức khắc nghiệt đối với những con đực khi chúng phải dùng đủ mánh khóe hòng chiếm được con cái. Một trong những cách thức này là khả năng bắc chước mùi hương của con cái để đánh lừa các đối thủ cạnh tranh.

## Phân loài
Có hai phân loài đã được ghi nhận là:
- B. l. brunneus (Günther, 1863)
- B. l. lineatus (Peters, 1863)